# Истомина, Софья Дмитриевна
Софья Дмитриевна Истомина (род. 22 марта 2005 года, Нягань, Ханты-Мансийский автономный округ) — российская дзюдоистка и самбистка. Чемпионка России, мира и Европы по-боевому самбо. Мастер спорта России по самбо и дзюдо.

## Биография
Истомина родилась в г. Нягань, ХМАО. Начала заниматься дзюдо с 11 лет под руководством таких тренеров как Варис Новрузов и Малюков Дмитрий. Она является воспитанницей спортивной школы им. А.Ф Орловского города Нягань. С 2020 года начала представлять Свердловскую область и тренироваться в спортивной клубе «Родина» (г. Екатеринбург) под руководством Евгения Печурова, Максима Федосеева и Сергея Емельянова.

## Спортивная карьера
Истомина является призёркой первенства России по дзюдо 2022, где она заняла третье место в весе до 70 кг. В феврале 2023 года была третьей на первенстве России среди юношей до 18 лет, а также финишировала с бронзой на первенстве России среди юниорок до 20 лет. В июне 2023 года она стала бронзовой медалисткой чемпионата России по-пляжному самбо в Оренбурге. В феврале 2024 года Софья выиграла всероссийский турнир по-боевому самбо в Казани и отобралась на чемпионат Европы. В марте 2024 Истомина пришла третьей на турнире «Russian judo tour» среди дзюдоисток до 23 лет в Казани в весе до 63 кг. В апреле 2024 года она была с бронзовой наградой кубка мира по бовому самбо в Ереване. В мае 2024 года она впервые выиграла чемпионат Европы по-боевому самбо, который прошёл в сербском городе Нови-Сад. В финальном поединке в весе до 65 кг она одолела украинскую спортсменку Юлиану Лысенко. В августе 2024 года выиграла кубок мира по-боевому самбо в весе до 65 кг, прошедший в Кыргызстане. В ноябре 2024 года впервые стала чемпионкой мира по боевому самбо, снова одолев в финале Юлиану Лысенко. В марте 2025 года впервые выиграла чемпионат России по боевому самбо. В конце апреля 2025 года стала финалисткой первенства Европы по самбо в Кипре. В начале июня 2025 года Истомина добралась до финала кубка мира в Ереване, но уступила в финале израильтянке Нили Блок. В конце июля удачно выступила на Летней Спартакиаде среди юниоров по дзюдо, который прошёл в Армавире (Краснодарский край). На данных соревнованиях Софья выиграла бронзовую медаль. 13 августа 2025 года Истомина смогла выиграть золотую медаль на Всемирнных играх боевых искусств в Чэнду.

## Спортивные результаты
- Дзюдо:
  - 2022 Первенство России среди юниоров — ;
  - 2023 Первенство России среди юниоров — 5;[20]
  - 2024 U23 Russian judo tour — ;
  - 2024 Кубок Анатолия Рахлина — ;[21]
  - 2025 Кубок Анатолия Рахлина — ;[22]
  - VI Летняя Спартакиады молодёжи 2025  — ;

- Боевое Самбо:
  - 2024 Чемпионат Европы — ;
  - 2024 Чемпионат мира — ;
  - 2024 Кубок мира — 
  - 2024 Кубок мира — ;
  - 2025 Чемпионат России — ;
  - 2025 Кубок мира — ;
  - Всемирные игры боевых искусств 2025 — ;

- Самбо:
  - 2023 Первенство России среди кадетов — ;
  - 2023 Первенство России среди юниоров — ;
  - 2025 Первенство России среди юниоров — ;[23]
  - 2025 Первенство Европы среди юниоров — ;

- Пляжное самбо:
  - 2023 Чемпионат России — ;